# Maria Gorczyńska

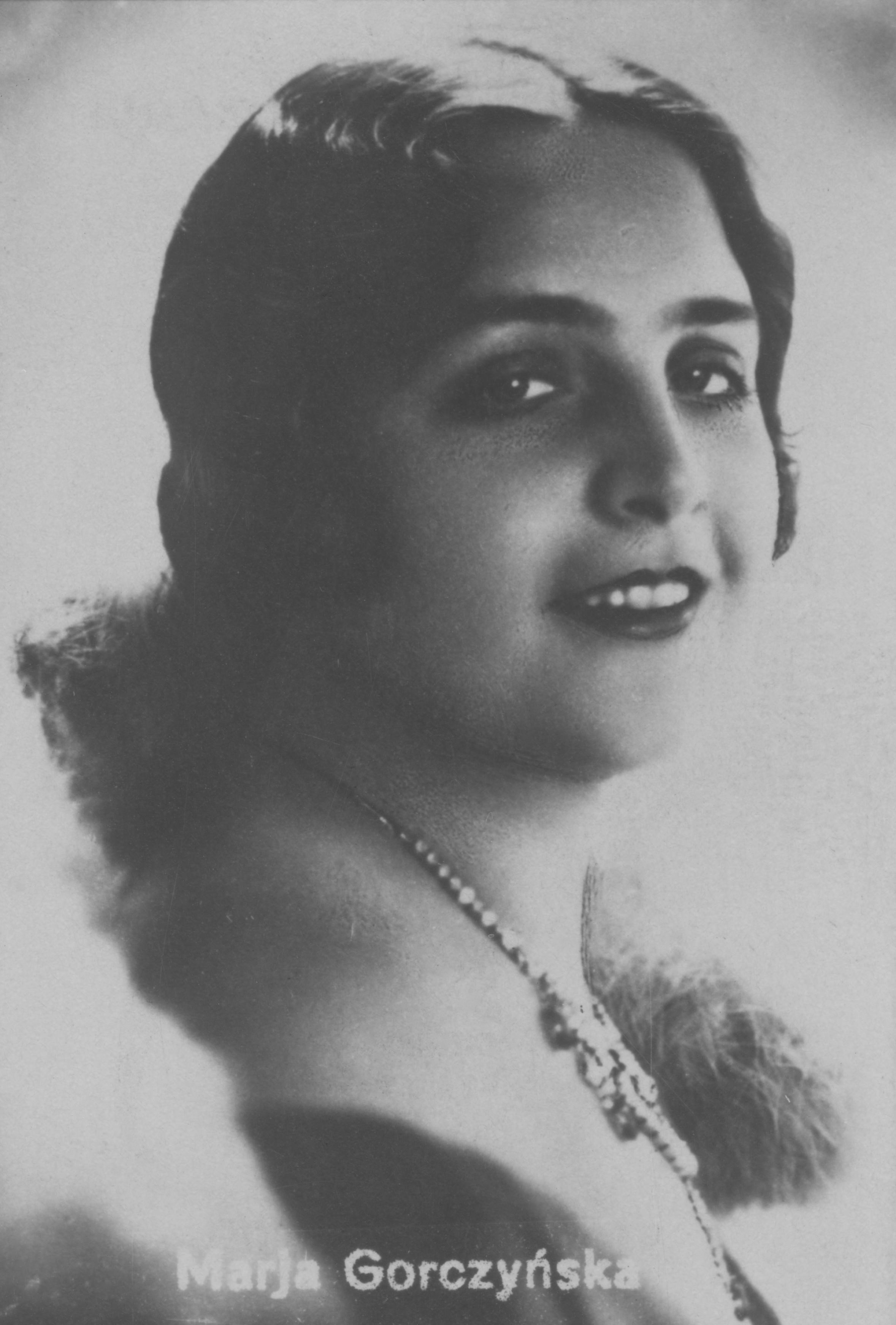
Maria Gorczyńska in den 1920er Jahren

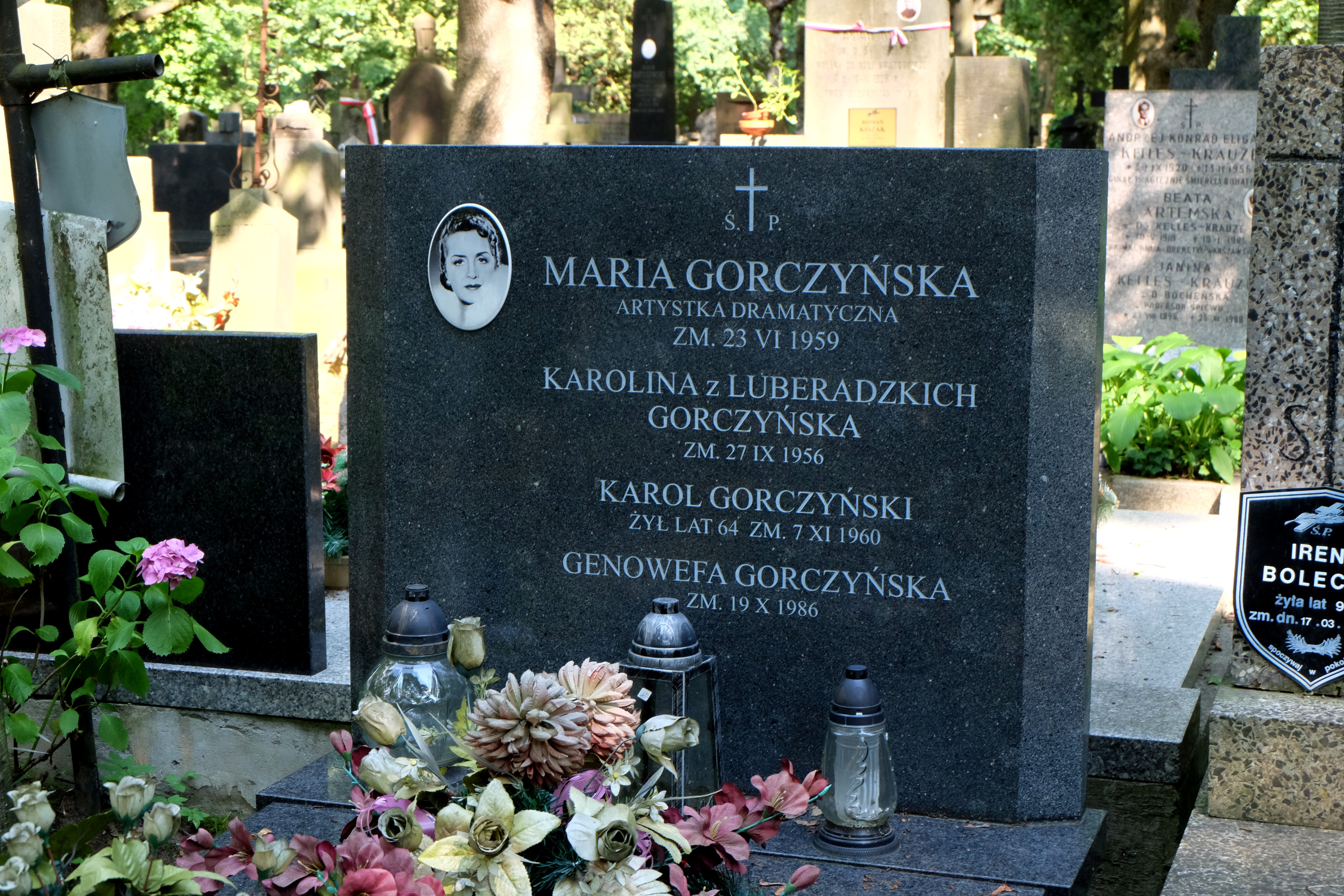
Das Grab der Schauspielerin auf dem Powązki-Friedhof in Warschau

Maria Gorczyńska (* 27. Januar 1899 in Lublin; † 23. Juni 1959 in Warschau) war eine polnische Schauspielerin.

## Leben
Maria Gorczyńska wurde 1899 in Lublin geboren und arbeitete nach ihrer Gymnasialzeit zunächst bei der Post, bevor sie ab 1920 an der Schauspielschule in Warschau studierte. Ihr Theaterdebüt gab sie 1922 am Polnischen Theater, noch vor ihrem Studienabschluss. Sie spielte am Nationaltheater, am Neuen Theater und an den Theatern der Gesellschaft zur Förderung der Theaterkultur (TKKT). In den 1920er Jahren begann sie, als Schauspielerin in Kinofilmen mitzuwirken, was sie bis zum Ausbruch des Zweiten Weltkriegs tat. Im Krieg arbeitete sie als Kellnerin und nahm als Soldatin der Heimatsarmee am Warschauer Aufstand teil.
In der Nachkriegszeit spielte Maria Gorczyńska vor allem Theater, sie trat noch einmal in dem Film Chopins Mutter auf und übernahm ihre letzten Rollen in der Serie Teatr Telewizji. Die Schauspielerin starb 1959 im Alter von 60 Jahren in Warschau und wurde auf dem Powązki-Friedhof begraben.

## Filmografie
- 1924: O czym się nie mówi
- 1925: Iwonka
- 1926: Trędowata
- 1927: Mogiła nieznanego żołnierza
- 1927: Ziemia obiecana
- 1928: Przedwiośnie
- 1928: Tajemnica starego rodu
- 1929: Z dnia na dzień
- 1930: Tajemnica lekarza
- 1934: Pieśniarz Warszawy
- 1934: Co mój mąż robi w nocy…
- 1938: Moi rodzice rozwodzą się
- 1938: Ostatnia brygada
- 1938: Druga młodość
- 1952: Chopins Jugend (Młodość Chopina)
- 1955: Tragedia amerykańska (Fernsehfilm)
- 1958: Teatr Telewizji (Fernsehserie, 2 Folgen)